# Andrea De Rossi
Andrea De Rossi (Genova, 7 agosto 1972) è un ex rugbista a 15, allenatore di rugby a 15 e dirigente sportivo italiano, in carriera agonistica numero 8, dal 2014 team manager della franchigia delle Zebre.

## Biografia
De Rossi esordì nel rugby di vertice nelle file del Livorno.
In maglia biancoverde si mise in luce come numero 8 di affidamento, tanto da venir notato dal C.T. della Nazionale Mascioletti, che lo fece esordire direttamente nel corso della Coppa del Mondo di rugby 1999 contro l'Inghilterra.
Prese poi parte al Sei Nazioni 2000 e scese in campo anche nelle edizioni 2002, 2003 e 2004, nonché alla Coppa del Mondo di rugby 2003 in Australia, nella quale fu il capitano.
Furono 32 in totale i test match di De Rossi, con due mete.
Passato nel 2000 al Calvisano, ivi rimase quattro stagioni, conquistando la Coppa Italia nell'ultimo anno di militanza nel club lombardo; si trasferì quindi al GRAN Parma, dove svolse il ruolo di giocatore - allenatore, stesso ruolo ricoperto dalla stagione 2006-07 a Prato, nei Cavalieri, alla cui guida tecnica è affiancato dall'ex nazionale livornese Fabio Gaetaniello; contemporaneamente, è anche team manager.
Nel 2006 Andrea De Rossi fu tra i tedofori - in rappresentanza dell'UNICEF - ai XX Giochi olimpici invernali di Torino.

## Palmarès
- Coppe Italia: 1
Calvisano: 2003-04